# Paul Wallfisch

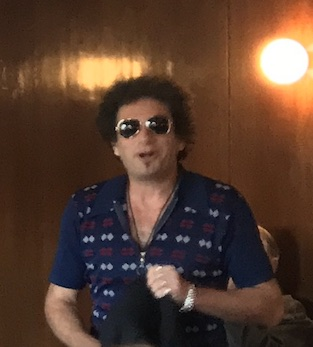
Paul Wallfisch bei einer Konzeptionsprobe im Volkstheater Wien im Oktober 2022

Paul Wallfisch (* 1964 in Basel) ist ein US-amerikanischer Musiker, der sich auf deutschsprachige Multimedia-Theaterproduktionen spezialisiert hat. Er lebt und arbeitet in Wien.

## Leben und Wirken
Paul Wallfisch wurde in Basel in der Schweiz geboren. Seine Eltern sind die klassischen Musiker Lory Wallfisch und Ernst Wallfisch. Die Eltern traten als Duo auf, seine Mutter am Klavier und Cembalo, sein Vater an Geige und Viola da Gamba. 1964 zog die Familie nach Northampton, Massachusetts. Im Alter von 18 Jahren wurde er der Keyboarder der New-Wave-Band des Performance-Künstlers Frank Maya.
Paul Wallfisch gründete die Band Botanica. Er spielte auf zahlreichen anderen Alben und tourte mit Künstlern wie Firewater, Love and Rockets, Congo Norvell, Angela McCluskey, Syl Sylvain, Stiv Bators, Anne Pigalle, Johnny Hallyday und anderen, hauptsächlich in Europa und Asien. Er arbeitete zusammen mit der Musikerin Little Annie und produzierte ihre Alben Genderful (2010) und A Bar Too Far (2020).
Wallfisch hat im Laufe der Jahre in vielen Bands gespielt, wie Little Annie, Swans, Ministry of Wolves und seiner eigenen Gruppe Botanica. Wallfisch war ab 2016 Tourneemusiker von Swans. Von 2010 bis 2015 war Paul Wallfisch Musikalischer Leiter am Schauspiel Dortmund. Inzwischen ist er Musikalischer Leiter am Volkstheater Wien. Im Rahmen dieser Tätigkeit entstand mit Dana Schechter das Album The Heart of a Whale (2025).